# کیوان مهرگان
کیوان مهرگان (۱ آذر ۱۳۵۸ در اسلام‌آباد غرب - )، شاعر، روزنامه‌نگار و مستندساز کُرد اهل ایران است.

## زندگی‌نامه
کیوان مهرگان در اول آذر ۱۳۵۸ در شهر اسلام‌آباد غرب در استان کرمانشاه به دنیا آمد. او فعالیت روزنامه‌نگاری را در سال ۷۶ با نشریه ایران جوان آغاز کرد و در روزنامه‌های روزگار، اعتماد، سرمایه، کارگزاران، ایران سپید (ویژه نابینایان) و شرق به فعالیت مطبوعاتی خود ادامه داد.

### شعر
از کیوان مهرگان ۶ مجموعه شعر به چاپ رسیده است؛ «تو و جاده همدستید» چاپ انتشارات پایان در سال ۸۸، «دهانم بوی مریم می‌دهد» چاپ نشر مروارید در سال ۹۰، «عاشق لو نرفته» چاپ نشر ثالث در سال ۹۲، «من سکوت انسانم» چاپ نشر ثالث در سال ۹۴، "موهایت باد را نجات خواهد داد" چاپ نشر روزنه در سال ۹۷ و «طوفان در زنجیر» چاپ نشر روزنه در سال ۱۴۰۰ منتشر شده‌اند.
مجموعۀ من سکوت انسانم در جشنوارۀ مجلۀ تجربه در سال ۹۵ به عنوان بهترین مجموعه شعر فارسی در سال ۹۴ انتخاب و معرفی شد.

### بازداشت‌ها
این روزنامه‌نگار در سال ۱۳۸۸ بازداشت و پس از دو ماه با قرار وثیقه صد میلیون تومانی آزاد شد. او در سال ۱۳۹۰ در شعبه ۱۵ دادگاه انقلاب اسلامی تهران به ریاست قاضی صلواتی و به اتهام تبلیغ علیه نظام به یک سال حبس تعزیری و پنج سال محرومیت از فعالیت‌های مطبوعاتی، سیاسی، فرهنگی و مجازی محکوم شده بود. کیوان مهرگان همچنین در زمستان ۱۳۹۱ در جریان بازداشت تعدادی از روزنامه‌نگاران دستگیر و پس از نزدیک به یک ماه آزاد شد. او در ۴ شهریور ۹۴ برای اجرای حکم بازداشت شد. سرانجام کیوان مهرگان بعد از گذراندن دوران محکومیت، روز ۲۲ اردیبهشت ۹۵ از زندان اوین آزاد شد.

## آثار
مهرگان در کنار فعالیت‌های روزنامه‌نگاری، به ساخت مستندهای کوتاه روی آورد و مستند قابها در جشنواره نسیم شرقی در تورنتو نامزد بهترین فیلم مستند شد. کیوان مهرگان کارگردان و تهیه کننده مستند "سیاوش در آتش" است که با تمرکز بر زندگی هنری و زمانه استاد محمدرضا شجریان، دگرگونی‌های موسیقی و شعر فارسی را در بستر تحولات و تاریخ اجتماعی ایران روایت می‌کند. مستند سرپتی‌ها از مستندهایی هست که او کارگردانی و تهیه‌کنندگی‌اش را برعهده داشت. مستندهای ضدخاطرات، قاب‌ها و تیتر از دیگر ساخته‌های اوست.

## مطالعه بیشتر
- «کیوان مهرگان به زندان اوین بازگشت». کمپین دفاع از زندانیان سیاسی و مدنی.
- «محمود بهشتی و کیوان مهرگان آزاد شدند». بی بی سی فارسی. دریافت‌شده در ۲۲ اردیبهشت ۱۳۹۵.
- «شاعر گمنامی هستم/ لطفا بین جایزه و گعده‌های دوستانه تفاوت قائل شوید». خبرگزاری کتاب ایران. دریافت‌شده در ۲۵ اسفند ۱۳۹۷.
- «کیوان مهرگان، روزنامه‌نگار و مستندساز آزاد شد». ایران وایر. دریافت‌شده در ۲۲ اردیبهشت ۱۳۹۵.
- «کیوان مهرگان». اطلس زندان های ایران.